# Fondo europeo di sviluppo
Il Fondo europeo di sviluppo (FES) è stato il principale strumento di aiuto dell'Unione europea (UE) per la cooperazione allo sviluppo nei paesi dell'Africa, dei Caraibi e del Pacifico ( gruppo ACP) e nei paesi e territori d'oltremare (PTOM). Il finanziamento è stato fornito da donazioni volontarie da parte degli Stati membri dell'UE. Fino al 2020 il FES è stato soggetto alle proprie regole e procedure finanziarie ed è stato gestito dalla Commissione europea (CE) e dalla Banca europea per gli investimenti. Il FES è stato incorporato nel bilancio generale dell'UE a partire dal quadro finanziario pluriennale 2021-2027.
Gli articoli 131 e 136 del Trattato di Roma del 1957 ne prevedevano la creazione allo scopo di concedere assistenza tecnica e finanziaria ai Paesi africani, allora ancora colonizzati e con i quali alcuni Paesi erano storicamente legati. Ciascun FES, solitamente della durata di 6 anni, eroga l'assistenza dell'UE sia ai singoli Paesi che alle regioni territoriali nel loro insieme.

## Finanziamenti
Fino alla sua incorporazione nel bilancio generale dell’UE nel 2021, il FES era finanziato al di fuori del bilancio dell'UE singolarmente dagli Stati membri dell'UE, sulla base di pagamenti finanziari relativi a quote di contributo specifiche, o "criteri". I criteri di ripartizione dei contributi degli Stati membri sono stati oggetto di negoziazione. Il FES è stato l'unico strumento politico dell'UE finanziato attraverso criteri di contribuzione specifici diversi da quelli del bilancio dell'UE, che riflettessero gli interessi comparativi dei singoli Stati membri.
Si è discusso se "iscrivere in bilancio" il FES. Tuttavia, nella comunicazione Un bilancio per la strategia Europa 2020, la Commissione europea ha sottolineato che non era opportuno, in quel momento, proporre l’integrazione del FES nel bilancio dell'UE. I vantaggi percepiti includevano:
- L'aumento di contributi volontari, dovuti ai contributi basati sull'RNL
- La riduzione dei costi amministrativi e la diminuzione dell'efficacia degli aiuti, dovuti all'armonizzazione del bilancio dell'UE e dell'amministrazione del FES
- Che il 20% degli aiuti ai paesi ACP provenisse già dal bilancio dell'UE
- L'abbandono di una strategia geografica che coinvolgesse tutti i paesi ACP, in quanto i programmi si sarebbero localizzati a livello regionale o nazionale
- un maggiore controllo democratico e parlamentare

Gli svantaggi percepiti erano:
- Che il 90% delle risorse del FES raggiungesse i paesi a basso reddito, contro meno del 40% degli aiuti provenienti dagli strumenti di sviluppo del bilancio dell'UE
- una perdita di prevedibilità e qualità degli aiuti, essendo il bilancio dell'UE è annuale, a differenza del bilancio sessennale del FES

Nel 2005, l'UE e i suoi Stati membri hanno concordato di raggiungere un livello collettivo di APS pari allo 0,7% del RNL entro il 2015 e un obiettivo intermedio dello 0,56% entro il 2010, con obiettivi intermedi differenziati per gli Stati membri dell'UE che hanno recentemente aderito all'Unione. Il 23 maggio 2011 i ministri dell'UE responsabili della cooperazione per lo sviluppo si sono riuniti per fare il punto sui progressi compiuti e hanno concluso che sarebbero stati necessari ulteriori sforzi per colmare un divario stimato di 50 miliardi di euro per raggiungere l'obiettivo collettivo autoimposto dall'UE dello 0,7% entro il 2015.
Il vincolo non prevedeva alcuna scadenza, ma nel 2015 l’UE non aveva ancora raggiunto lo 0,7% del RNL, sebbene l'impegno verso questo obiettivo fosse stato da poco riaffermato. Concord, la Confederazione Europea per gli Aiuti e lo Sviluppo, ha descritto il coinvolgimento come "vago e non vincolante" e ha affermato che la nuova scadenza sarebbe dovuta essere il 2020.
Il FES è stato incorporato nel bilancio generale dell'UE a partire dal quadro finanziario pluriennale 2021-2027.
La strategia di sviluppo della Commissione Europea – Agenda per il Cambiamento – pone al centro dei suoi obiettivi la "crescita inclusiva e sostenibile per lo sviluppo umano". Adottata nel 2011, sono state applicate 2 riforme volte a rendere la sua politica di sviluppo più strategica e più mirata. L'Agenda per il Cambiamento ha, infatti, introdotto nuove politiche e regole per il sostegno del bilancio. I tre elementi principali di questa Agenda sono:
- L'indirizzamento ed il raggruppamento degli aiuti[2]
- Il sostegno al bilancio (o "Contratti di Costruzione Statale[3] negli stati fragili)
- Altre riforme per l'efficacia: programmazione congiunta, quadro comune di risultati, finanziamenti innovativi (come prestiti e sovvenzioni combinati[4]) e coerenza delle politiche per lo sviluppo